# Золотогорское кладбище
Золотогорское кладбище (бел. Залатагорскія могілкі) — разрушенное кладбище в районе Золотая горка в Минске. Сохранились отдельные могилы, расположенные на территории церкви св. Роха. На кладбище похоронены священники, представители католического духовенства, монахи минских монастырей. Здесь похоронен Доминик Манюшка, дядя Станислава Манюшки, погибший во время эпидемии холеры.

## История

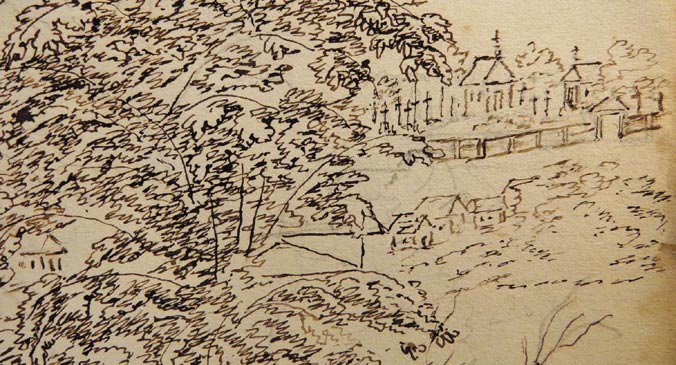
Золотогорское кладбище на рисунке Ч. Манюшки, 1849 г. Церковь и часовня св. Роя (справа).

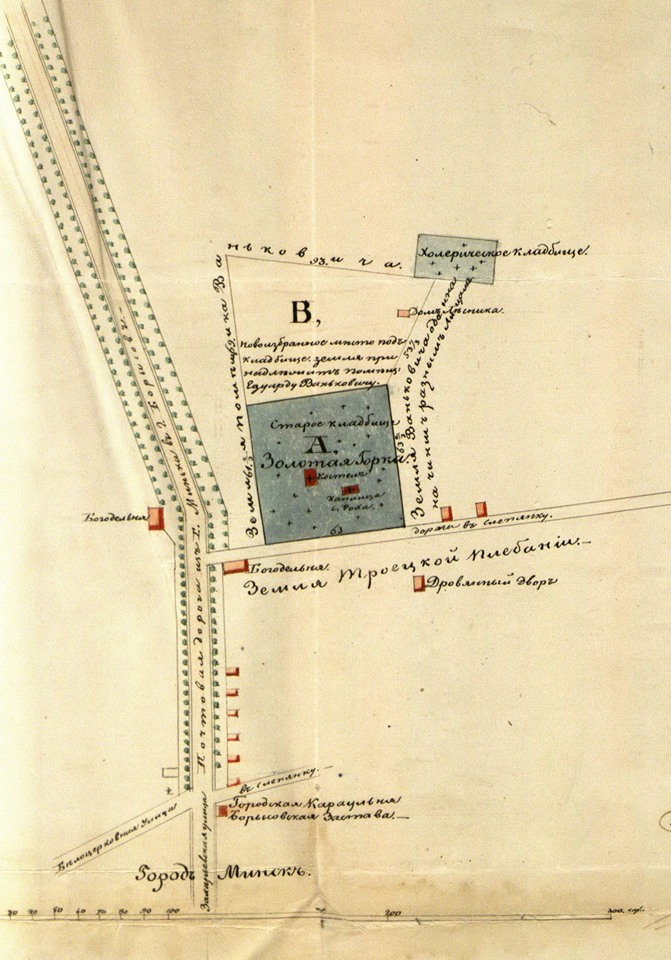
План кладбища в 1861 году.

Кладбище было основано в 1790 году. В 1796 году на территории кладбища появилась деревянная часовня в честь Всех Святых. В 1842 году после пожара часовня была отремонтирована и превращена в церковь. В 1850 году было признано, что содержать деревянную церковь с ремонтом нецелесообразно, лучше построить кирпичную. Строительство каменного храма было завершено 1 ноября 1864 года.
Кладбище имело статус «совместного»: здесь хоронили прихожан Троицкой церкви, а также союзных церквей. С конца XVIII века на всех планах города кладбище отмечено как «Минское католическое». В первой половине XIX века появилось название Златая Горка. После 1839 года, в результате распада унии, кладбище стало полностью католическим.
В 1840-х годах территория кладбища значительно расширилась. В это время в Минске в 1848 и 1853 годах случались сильные эпидемии холеры. Людей, умерших от холеры, хоронили на так называемых «холерных кладбищах». Для этого была выделена специальная территория, которая была отделена от основных могильников забором и санитарной зоной.

### После закрытия
В 1893 году кладбище было закрыто, в исключительных случаях разрешалось погребение у близких родственников. В годы Первой мировой войны здесь хоронили жертв немецких бомбардировок Минска. В 1915—1916 годах здесь хоронили минских офицеров, умерших от ран в тыловых госпиталях.
После 1920 года, в советское время, кладбище было полностью закрыто. Во время Великой Отечественной войны на кладбище происходили захоронения. После Великой Отечественной войны над холерным сектором кладбища были построены жилые дома (№ 7, 9 по ул. Краснозвёздной, частично госпиталь по ул. Краснозвёздной № 4). В 1973 году был построен Дворец искусств, в результате чего часть захоронений, находившихся на этой территории, была уничтожена.

### Возвращение надгробий и благоустройство
В 2017 году волонтеры вернули на территорию храма 12 надгробий с разрушенных кладбищ, обнаруженных в лесу на въезде в село Прилуки. В 2017 году закрытая территория кладбища площадью 2 га, до сих пор принадлежавшая Министерству связи, была передана на благоустройство церкви Святого Роха. В 2018 году на переданной территории открыта часть дендрария. В дальнейшем планируется создание аллеи с мемориалом, аптекарского сквера, розария, сквера с библейскими растениями.

## Галерея

Золотогорское кладбище на старых фото
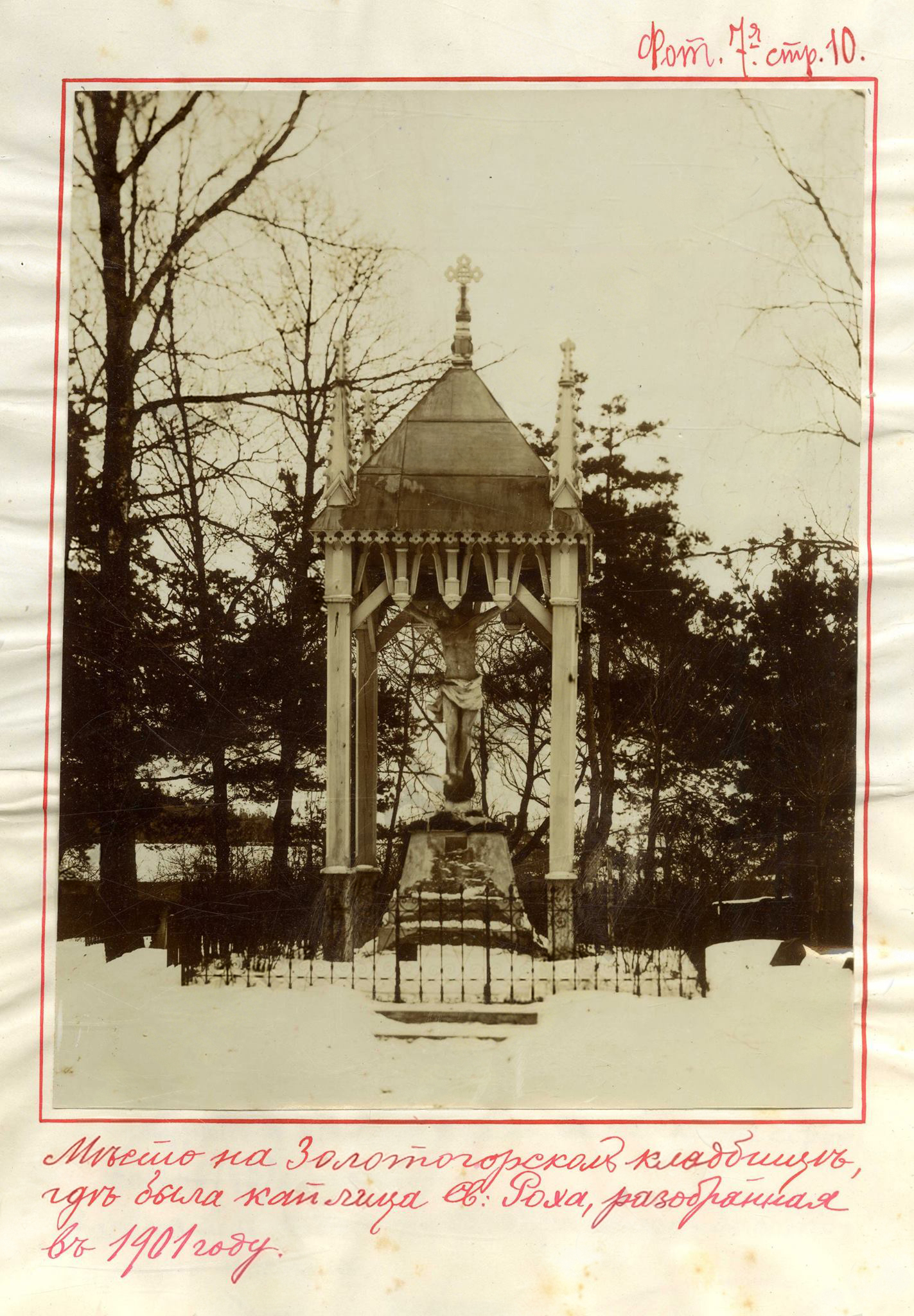
Часовня на кладбище, 1907 год.
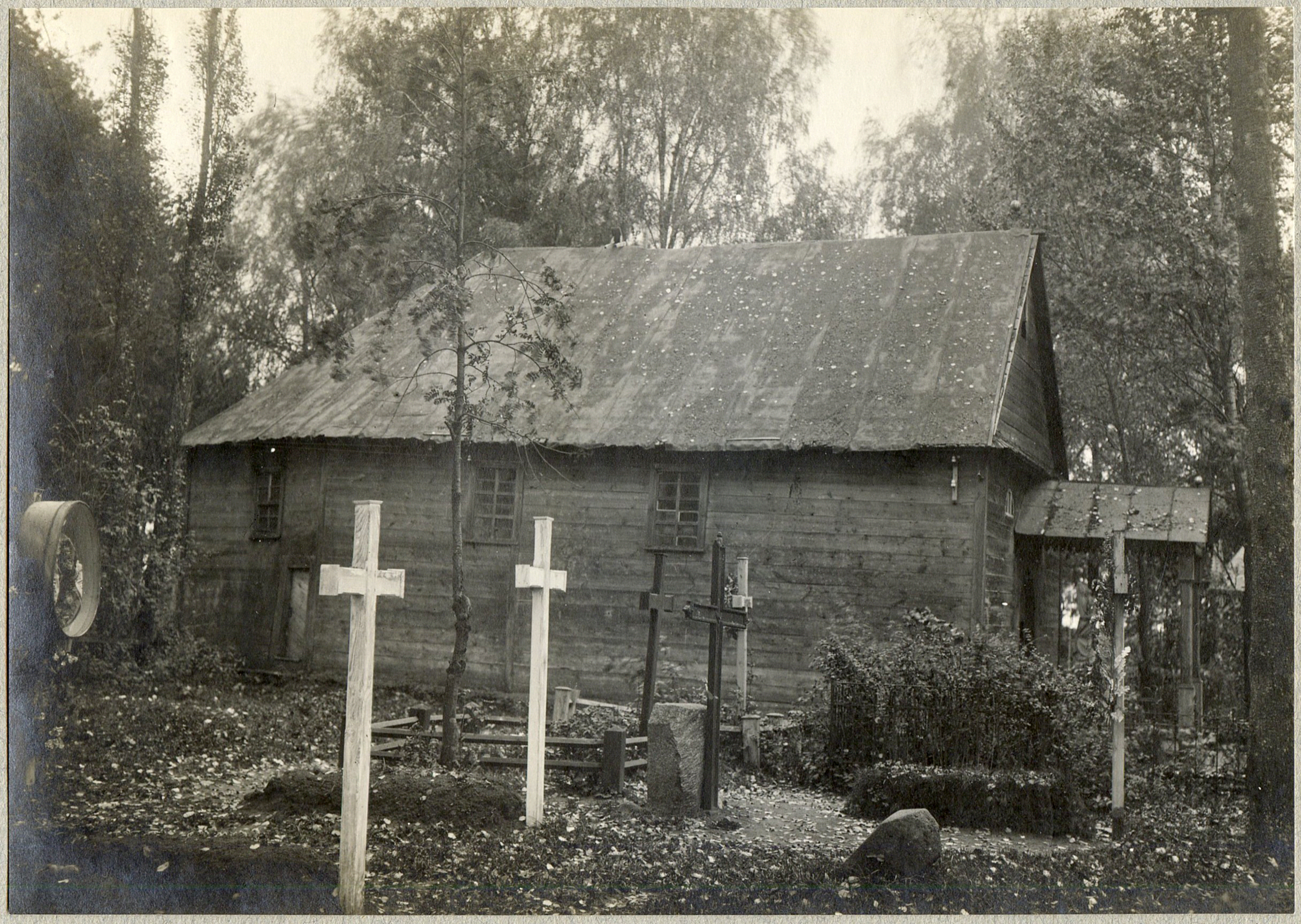
Кладбищенская часовня, около 1917 год.
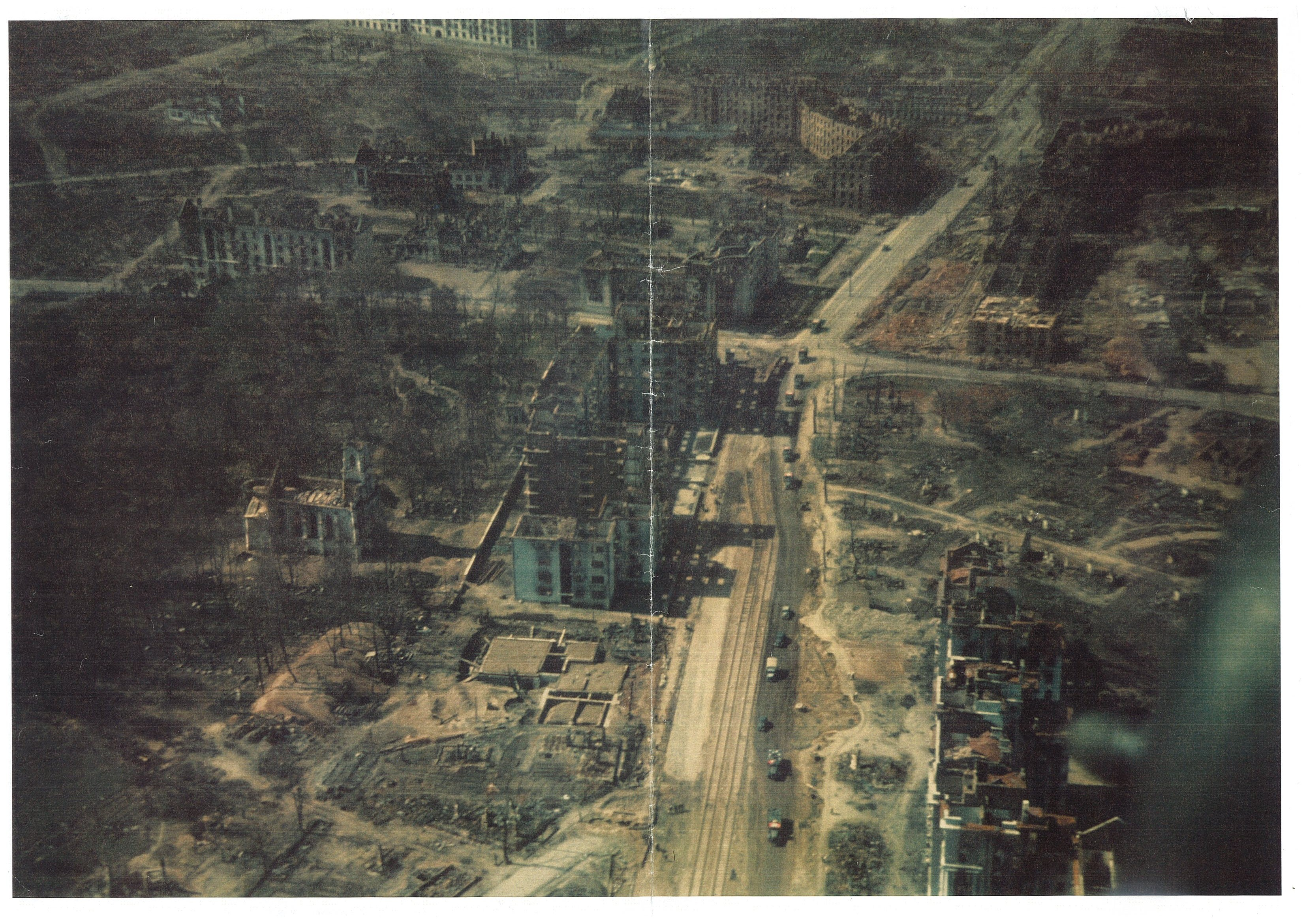
Костёл и Золотогорское кладбище на аэрофотоснимке времен Великой Отечественной войны.
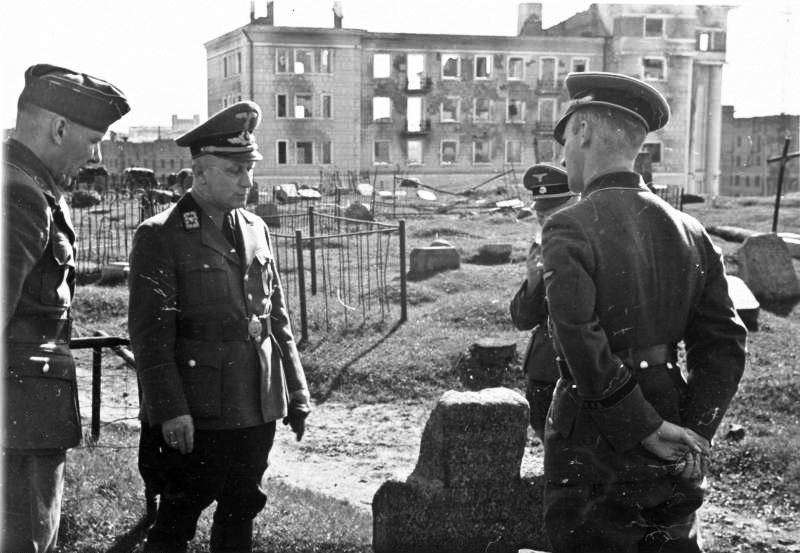
Гауляйтер Вильгельм Кубе отдает приказ на католическом Золотогорском кладбище. Май 1943 года.

Кладбище в наши дни
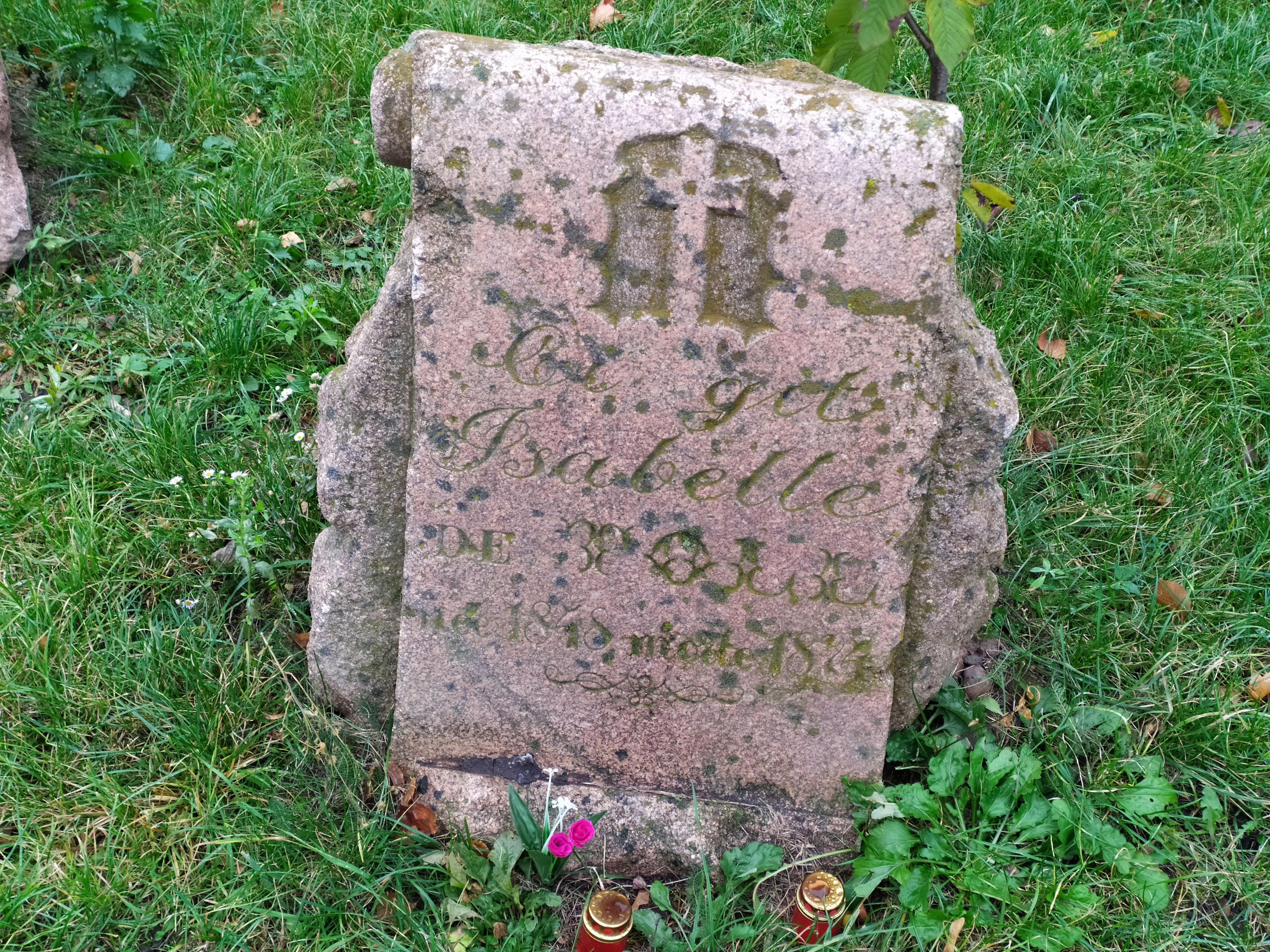
Возвращённое надгробие, 2019 год.
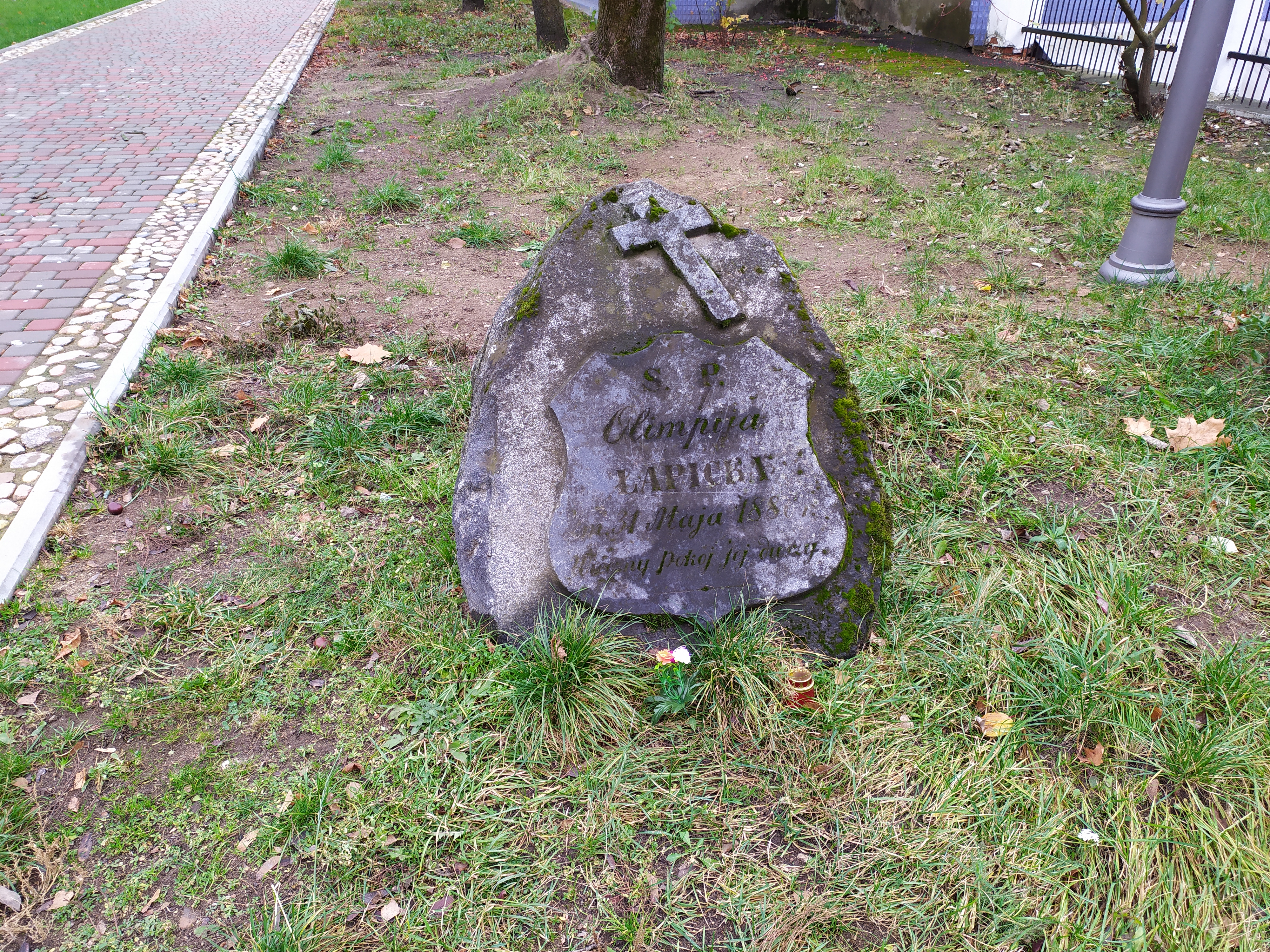
Возвращённое надгробие, 2019 год.
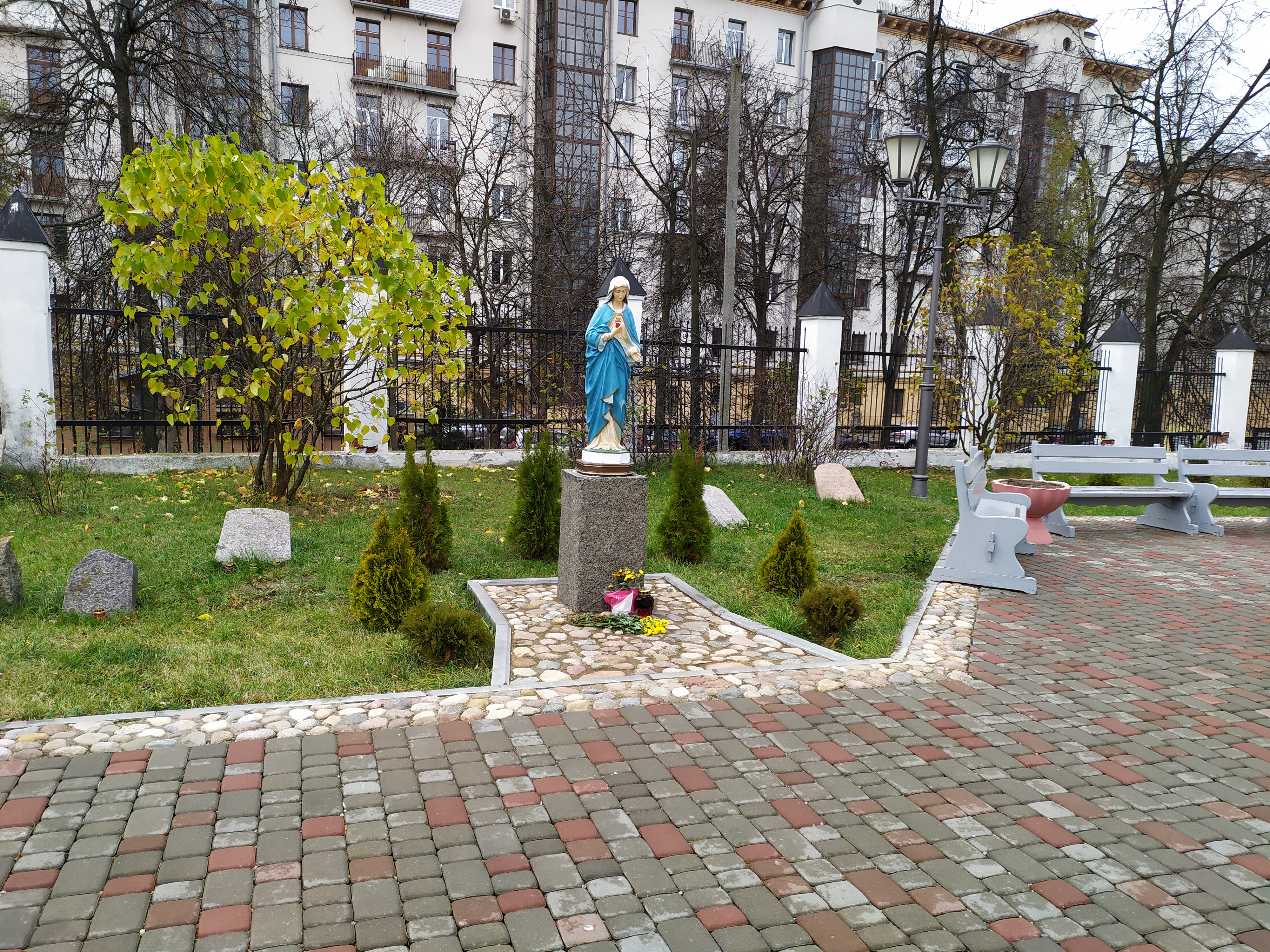
Территория кладбища в 2019 году.
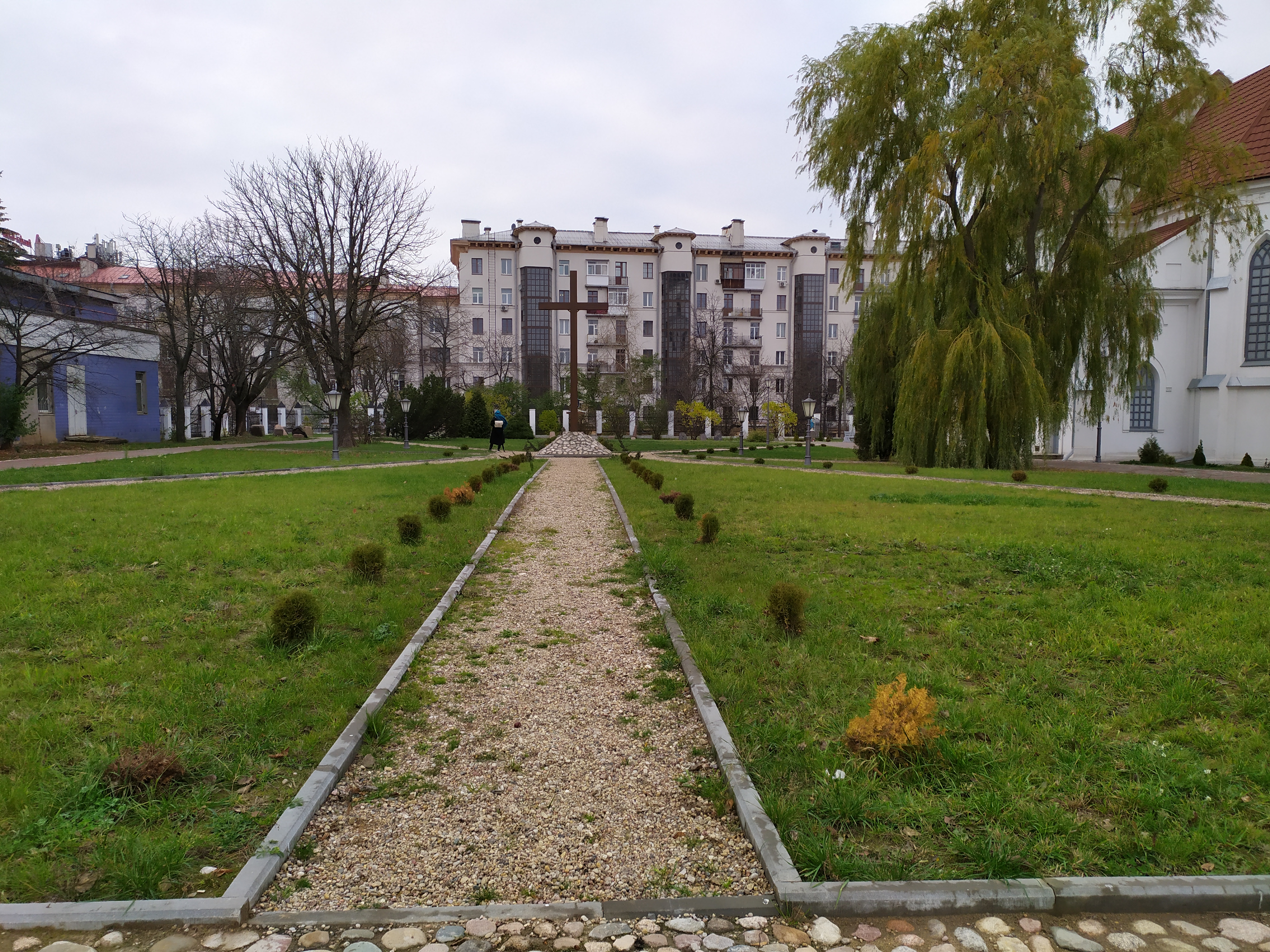
Территория кладбища в 2019 году.